# Рокотов Ян Тимофійович
Ян Тимофійович Рокотов (рос. Ян Тимофеевич Рокотов;нар. 7 серпня 1927, Москва, РРФСР — пом. 16 липня 1961, Москва, РРФСР) — радянський фарцувальник та валютник, засуджений до смертної кари. Головний фігурант показової Справи Рокотова — Файбишенка — Яковлєва.

## Арешти
Вперше Ян Рокотов був арештований у 1946 році. Тоді ж він здійснив втечу під час обшуку з власного будинку через вікно туалету. Після втечі від слідства заліг на дно на півдні країни. У 1947 році, перебуваючи у розшуку, арештований. Засуджений до 8 років ув'язнення за ст. 58 Кримінального кодексу РРФСР. До якої додана ст. 313 «За втечу з місця позбавлення волі» Кримінального Кодексу РРФСР, хоча в момент першого арешту ще не був засуджений і втік з власного будинку. Відбуваючи покарання в таборі суворого режиму, працював на лісоповалі, де за невиконання норми зазнавав побиття від бандитів та рецидивістів, що призвело до втрати пам'яті і важкого психічного стану. У 1954 році здійснений перегляд справи, в результаті якого був звільнений з повною реабілітацією. Був відновлений на другому курсі інституту, однак згодом покинув навчання і розпочав займатися валютними операціями.
У травні 1961 року вдруге арештований. Разом з друзями — Владиславом Файбишенком на прізвисько Владик (Червончик) і Дмитром Яковлєвим на прізвисько Дім Дімич — організував складну систему посередників для скупки валюти та імпортних речей в іноземних туристів. За вироком у так званій Справі Рокотова — Файбишенка — Яковлєва всі троє засуджені до смертної кари та розстріляні.

## Цікаві факти
Унікальний для радянської історії факт — під час обшуку в Рокотова було вилучено близько $1,5 млн в різній валюті і золоті, а загальний оборот їх підпільної справи становив 20 млн радянських рублів.
У 2003 році газета «Известия» опублікувала спогади одного колишнього офіцера розвідки, який в 1980-ті роки працював в НДР. Він зауважив, що «ці валютники пішли на злочин, знаючи, що у найгіршому випадку відсидять по десять років. Якби знали, що отримають „вишку“, вони б, можливо, на справу і не пішли. Держава їх просто обдурила».
У 2013 році практично через п'ятдесят років після подій розстрілу 1961 року в Нью-Йорку (США) емігрантами з різних країн світу, в тому числі і колишнього СРСР, була заснована компанія «Rokotov & Fainberg» з виробництва джинсів.
У 2017 році в США викарбувана пам'ятна монета «один Рокотов», маса якої становить одну унцію срібла 999-ї проби. Цікавий факт: монета була випущена 7 серпня 2017 року, що збігається з днем народження Яна Рокотова. На лицьовій стороні монети зображений у вигляді малюнка фарцовщик в джинсах і ковбойських чоботях, на лівому чоботі гравірування — літери «R», на правому — «F», перші літери назви компанії «Rokotov & Fainberg» і напис — ROKOTOFF нижче — 1961, зліва викарбувано 1 Oz, праворуч викарбувано метелик. Зображення «метелик» має символічне значення, на сленгу валютників «метелик» позначав 88-ту статтю Кримінального кодексу РРФСР 1960 року. У момент відкриття торгів на сайті компанії «Rokotoff» монети були заявлені за символічною ціною $33. Кожна наступна куплена монета додавала у вартості $33.